# پلی‌ساکارید

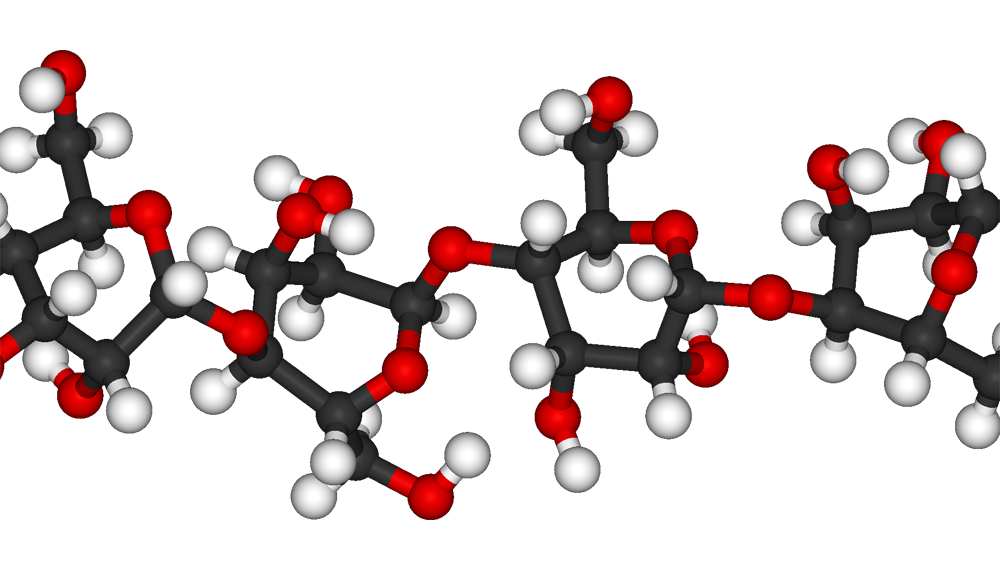
ساختار سه بعدی سلولز، یک پلی ساکارید

پلی‌ساکاریدها (به انگلیسی: Polysaccharide) زنجیره‌های طولانی از مولکول‌های کربوهیدرات، به ویژه کربوهیدرات‌های پلیمری متشکل از واحدهای مونوساکارید که توسط پیوندهای گلیکوزیدی به یکدیگر وصل شده‌اند. مونوساکاریدهایی مانند گلوکز با پیوندهای گلیکوزیدی به هم متصل شده‌اند و فرمول کلی آن‌ها Cx(H2O)y است که x عددی میان ۲۰۰ تا ۲۵۰۰ است.
(بیشتر پلی ساکاریدها، از مونوساکارید گلوکز ساخته شده‌اند)
از نظر تنوع در ساختمان ممکن آنها، به‌خصوص در اندازه زنجیر و شاخه‌ها، با پلیمرهای آلکنی قابل مقایسه هستند. سه تا از فراوانترین پلی ساکاریدها، سلولز، نشاسته و گلیکوژن می‌باشند که از مونومرهای گلوکز تشکیل شده‌اند. کیتین پلیمر بلندی از n-استیل گلوکزامین، مشتقی از گلوکز است.
نشاسته شکل ذخیره شده قند در گیاهان، و گلیکوژن منبع ذخیره گلوگز در جانوران است.